# Fédération française d'athlétisme
Pour les articles homonymes, voir FFA.
La Fédération française d’athlétisme (FFA) est une association régie par la loi de 1901, fondée en 1920 et présidée par Jean Gracia depuis décembre 2024. Elle regroupe l’ensemble des clubs faisant pratiquer l’athlétisme et organise chaque année les championnats de France,.
Elle est affiliée depuis 1912 à la Fédération internationale d’athlétisme amateur (IAAF) devenue Association internationale des fédérations d’athlétisme (même sigle) en 2001. Elle appartient aussi à l’Association européenne d’athlétisme (AEA), association continentale qui gère les compétitions au niveau européen.
Elle est aussi affiliée au Comité national olympique et sportif français (CNOSF), lui-même né de la fusion, en 1968, du Comité national des sports (CNS) et du Comité olympique français (COF).

## Histoire
En 1887, est créée l’Union des Sociétés Françaises de Course à Pied (USFCP). En 1888, les tout premiers Championnats de France ont lieu à la Croix-Catelan, dans le bois de Boulogne à Paris. En 1889, l'USFCP devient l’Union des sociétés françaises de sports athlétiques (USFSA), ébauche de la future fédération, chaque sport prenant progressivement son autonomie, surtout après la guerre de 1914-1918.
En 1912, une délégation française est présente lors du congrès qui, à Stockholm, fonde l’(IAAF) entre 17 fédérations nationales. En 1920, la Fédération Française d’Athlétisme (FFA) voit le jour le 20 novembre. Elle rassemble 800 sociétés et compte 15 084 licenciés au bout d'un an. En 1924, les Jeux olympiques ont lieu pour la deuxième fois à Paris, après l'édition de 1900. En 1925, la FFA est reconnue d'utilité publique par le décret du 7 avril. En 1933, elle obtient son indépendance et se sépare du basket-ball, qu'elle couvrait depuis 1921. En 1936, est créée la Fédération française d'athlétisme Féminin, le 13 juin. Elle sera intégrée à la FFA en 1940. En 1938, ont lieu les Championnats d'Europe à Paris, sur la piste de Colombes. En 1938, Léo Lagrange, Ministre des Sports, nomme René Mourlon technicien auprès de la Fédération. Il joue un rôle de sélectionneur jusqu'en 1957.
André Gardien est nommé à son tour en 1958. Ce n'est que fin 1958 que la Direction des Sports crée officiellement une direction technique nationale. En 1972, ont lieu les Championnats d'Europe d'athlétisme en salle à Grenoble.
En 1995, la FFA s'installe au 33 avenue Pierre de Coubertin (Paris 13e). En 1997, sont organisés les premiers Championnats du monde d'athlétisme en salle en France.
En 2003, ont lieu les premiers Championnats du monde d'athlétisme en plein air en France, sur la piste du Stade de France (Paris Saint-Denis).
En 2010, le cap symbolique des 200 000 licenciés est franchi, trente ans tout juste après la barrière des 100 000 adhérents. En 2013, la Fédération française d'athlétisme compte 250 000 licenciés. En 2016, la FFA dépasse la barre des 300 000 licenciés.

### Violences sexuelles
En 1991, la lanceuse de marteau Catherine Moyon de Baecque est la première à porter plainte pour violences sexuelles en contexte sportif. Elle dénonce un viol collectif survenu à l'occasion d'un stage national de l'équipe de France d'athlétisme en 1991. Elle est évincée de l’équipe de France après avoir déposé plainte. La Fédération française d'athlétisme essaie d'étouffer le scandale et ne la soutient pas. Par contre, la justice lui donne raison et condamne ses agresseurs. À la suite d'un pourvoi en cassation en 1994, l’un des quatre sportifs accusés est relaxé, mais trois autres sont condamnés à des peines de huit à quinze mois d’emprisonnement avec sursis. De plus, la responsabilité de l’État est reconnue.

## Dirigeants

### Présidents
La FFA est administrée par un Comité Directeur de 37 membres, élus par l’Assemblée Générale. Dès l’élection du Comité Directeur, celui-ci propose à l’Assemblée Générale un de ses membres comme président, qui doit recevoir les suffrages de ladite Assemblée. Lors de sa première réunion, le Comité Directeur procède, par élection, à la formation de son bureau (14 membres) qui constitue l’antenne permanente du Comité Directeur.
Le bureau comprend, outre le président, 7 vice-présidents, un secrétaire général et son adjoint, un trésorier général et son adjoint et deux membres.
Le 17 décembre 2016 André Giraud, est élu président pour 4 ans. Il était jusqu'alors vice-président de la fédération. Il succède à Bernard Amsalem, qui ne se représentait pas, président depuis janvier 2001 puis réélu en décembre 2004, décembre 2008 et novembre 2012.
Ont successivement occupé le poste de président :
- 1920 à 1937 : Joseph Genet (1876-1939)[8] ;
- 1937 à 1942 : Paul Méricamp (1888-1964)[9] ;
- 1942 à 1944 : Pierre Tonelli[10] ;
- 1944 à 1953 : Paul Méricamp (1888-1964)[9] ;
- 1953 à 1954 (par intérim) : René Pisticcini[11] ;
- 1954 à 1957 : Raymond Sergeant ;
- 1957 à 1967 : Pierre Tonelli[10] ;
- 1967 à 1973 : Henry Meley ;
- 1973 à 1985 : Michel Marmion ;
- 1985 à 1987 : Michel Bernard (1931-2019) ;
- 1987 (par intérim) : Lucien André ;
- 1987 à 1993 : Robert Bobin (1920-1994) ;
- 1993 à 1997 : Jean Poczobut (1936-2017) ;
- 1997 à 2001 : Philippe Lamblin (1954-) ;
- 2001 à 2016 : Bernard Amsalem (1951-) ;
- 2016 à 2024 : André Giraud.
- 2024 - (en cours) : Jean Gracia[1] (1955-)

Galerie des Présidents :
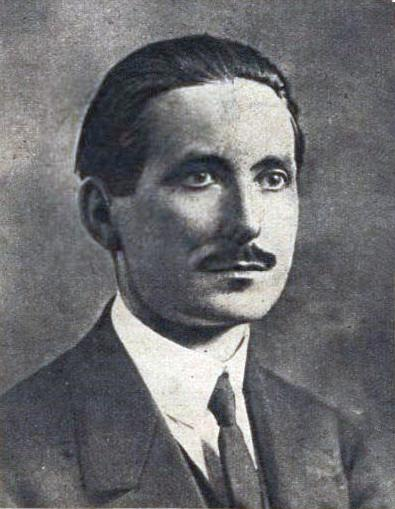
Jean-Joseph Genet en 1920.
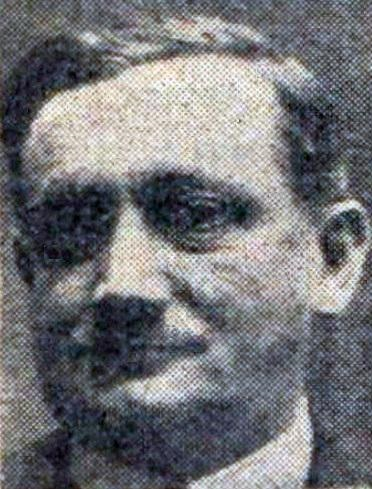
Paul Méricamp durant les années 1940.
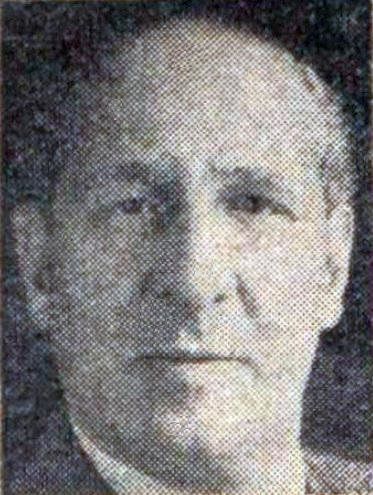
Pierre Tonelli, Président de 1942 à 1944 et de 1957 à 1967 (ici en 1947).
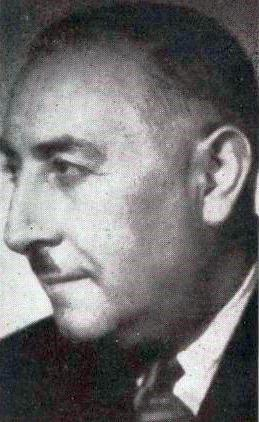
Raymond Sergeant, Président de 1954 à 1957.
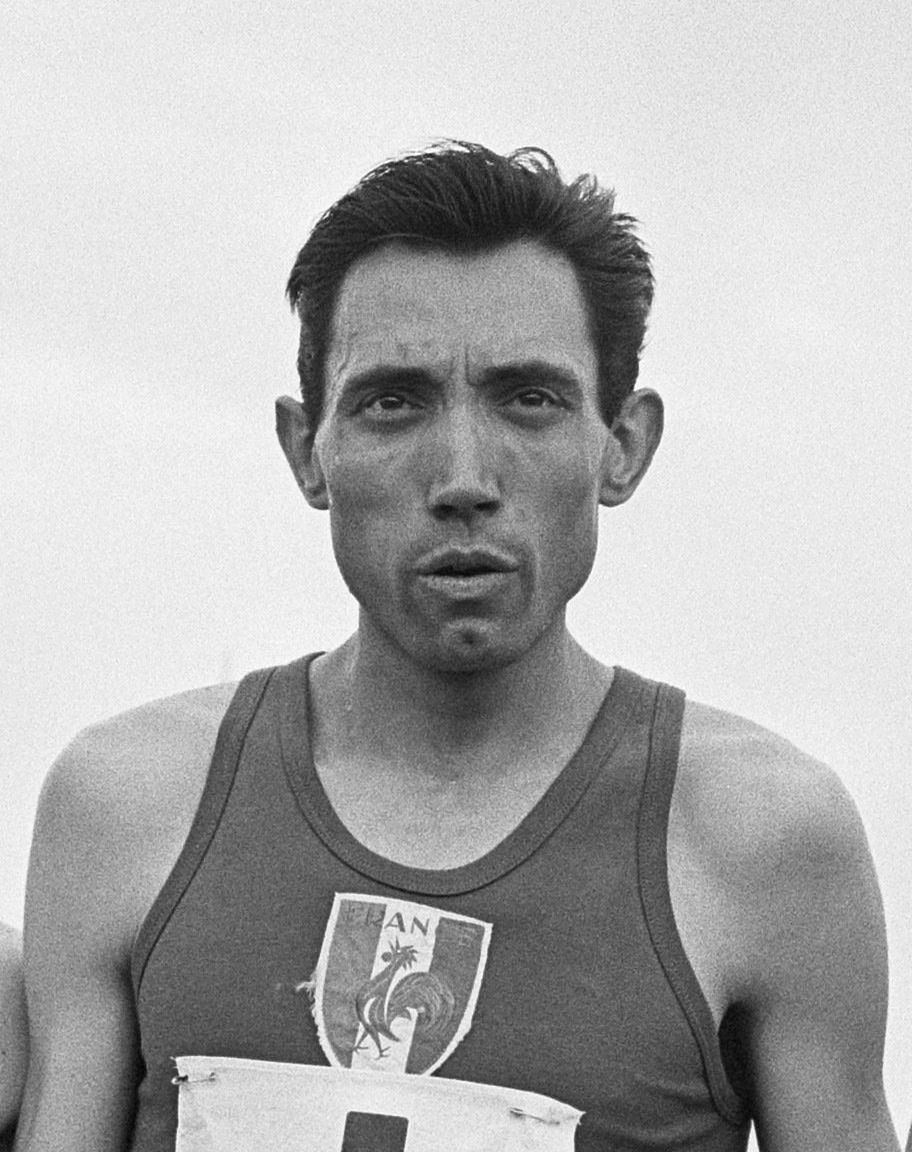
Juillet 1963 : L'athlète de courses de fond et de demi-fond Michel Bernard.
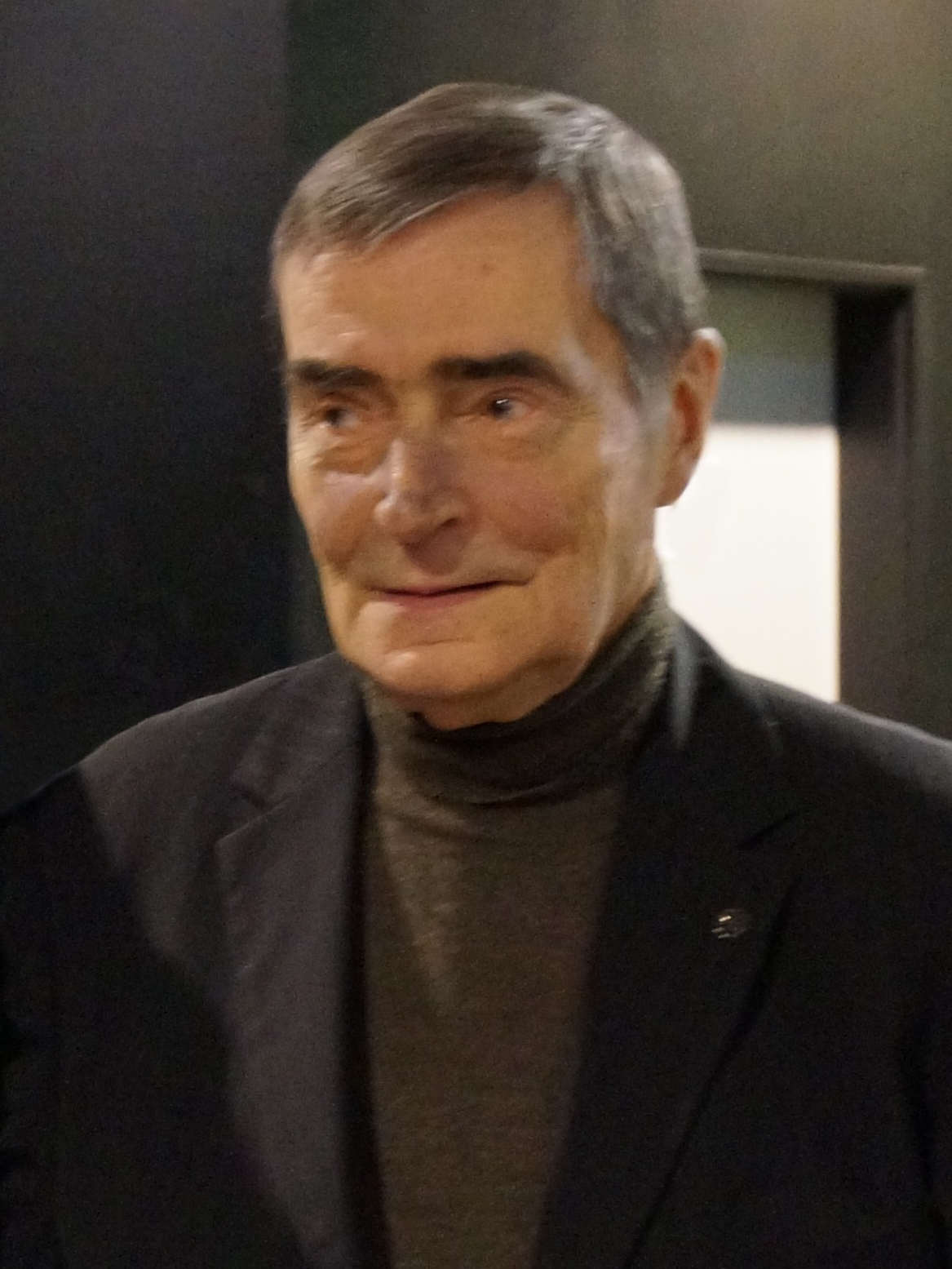
2013 : L'entraîneur d'athlétisme de 1956 à 1999, Jean Poczobut.
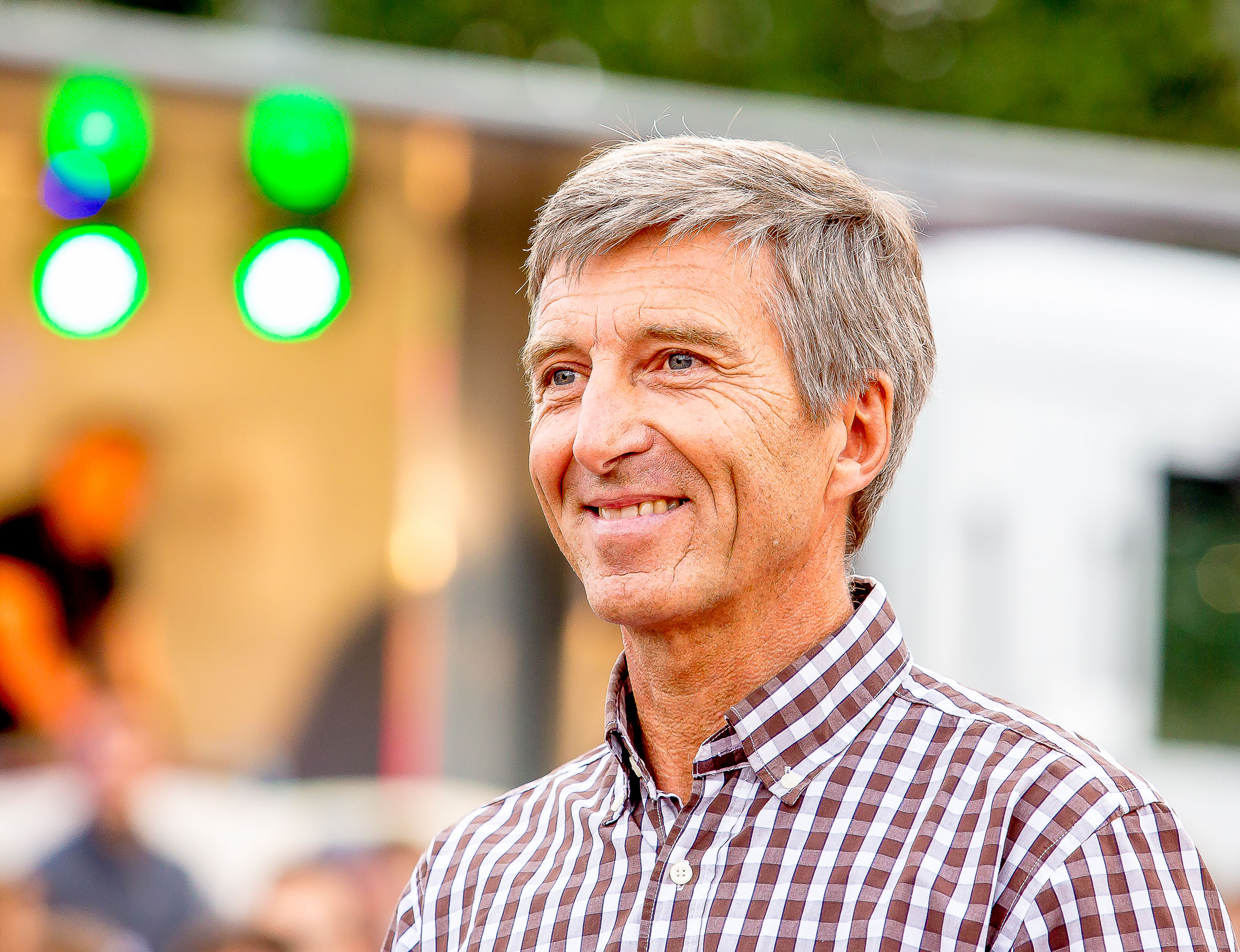
Septembre 2013 : Le dirigeant sportif Philippe Lamblin.
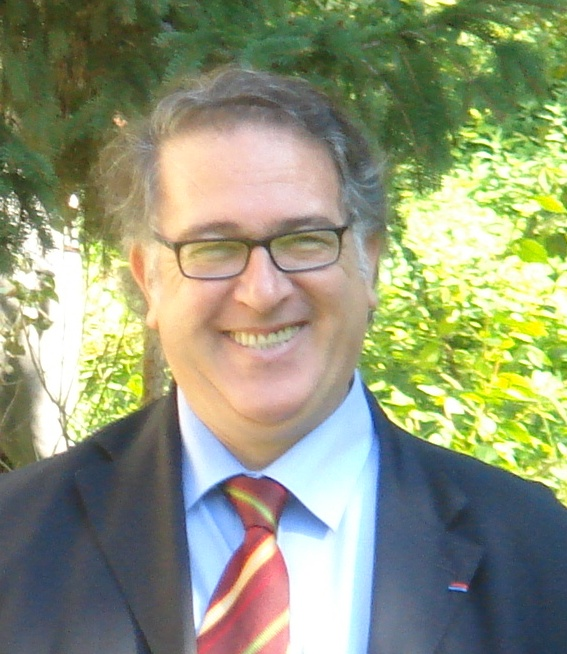
Octobre 2006 : Le dirigeant d'athlétisme et homme politique, Bernard Amsalem.

### Directeurs techniques nationaux (DTN)
Dès 1939, Léo Lagrange alors Ministre des Sports, nomme un technicien auprès de la Fédération : il s’agit de René Mourlon mais, faute de moyens, il se trouve réduit au rôle de sélectionneur. Il tiendra néanmoins ce poste jusqu’en 1957.
Préfigurant les réformes, André Gardien est nommé à son tour en 1958, et la refonte des structures intervient en 1959 (nouvelle Constitution à l’instigation du Général de Gaulle), la Direction des Sports crée officiellement une Direction Technique Nationale.
Les différents Directeurs (DTN) seront successivement :
- 1939 à 1958 : René Mourlon (1893-1977) ;
- 1958 à 1959 : André Gardien (1918-2019) ;
- 1959 à 1973 : Robert Bobin (1920-1994) ;
- 1973 à 1976 : Christian Dubreuilh ;
- 1976 à 1978 : Jacques Dudal ;
- 1978 à 1984 : Jean Poczobut (1936-2017) ;
- 1984 à 1985 : Alain Godard (1946-) ;
- 1985 à 1988 : Alain Piron ;
- 1988 à 1993 : Serge Bord ;
- 1993 à 1997 : François Juillard (1930-2010) ;
- 1997 à 2001 : Richard Descoux ;
- 2001 à 2005 : Robert Poirier (1942-) ;
- 2005 à 2009 : Franck Chevallier (1964-) ;
- 2009 à 2017 : Ghani Yalouz (1967-) ;
- 2017 à 2020 : Patrice Gergès (1966-)[12] ;
- 2020 à 2021 (par intérim) : Anne Barrois-Chombart[13] ;
- 2021 - (en cours) : Patrick Ranvier[14].

## Compétitions
Organisés par la Fédération, les Championnats de France concernent différents secteurs d’activité :
Championnats de France en individuel
- D'athlétisme :
  - sur piste Élite ;
  - sur piste National 2 ou Promotion ;
  - sur piste Jeunes (Cadets, Juniors et Espoirs) ;
  - épreuves combinées Élite ;
  - épreuves combinées National 2 ;
  - épreuves combinées Jeunes (Cadets, Juniors et Espoirs).

- D'athlétisme en salle :
  - Seniors ;
  - Jeunes (Cadets, Juniors et Espoirs) ;
  - épreuves combinées.

- De cross (Cadets, Juniors, Espoirs, Seniors et Vétérans) ;
- De semi-marathon ;
- Du 10 000 mètres ;
- De 10 kilomètres ;
- Des 24 heures ;
- Des 100 kilomètres ;
- De course en montagne ;
- De kilomètre vertical ;
- De marathon ;
- De trail.

Championnats de France par équipes
- D'athlétisme (Interclubs) ;
- De cross (communs avec les championnats individuels) ;
- De relais ;
- D'Ekiden ;
- De marathon (dans le cadre des championnats individuels) ;
- De semi-marathon (dans le cadre des championnats individuels) ;
- Coupes de France de spécialités (sauts, lancers, épreuves combinées et marche).

La majorité de ces compétitions sont déclinées au niveau départemental puis régional avec qualifications successives pour aboutir au plus haut niveau.
La FFA coordonne également une grande partie des meetings de son territoire pour répartir les dates et les épreuves afin d’aider les athlètes à prévoir leur programme de compétitions.
Elle organise également le DécaNation, match international disputé sur dix épreuves et le Meeting Areva depuis 2013.

## Licenciés
Le comptage du nombre de licenciés mentionnés est effectué en fin de saison.
- 1960 : 40 000[17] ;
- 1962 : 50 000 ;
- 1972 : 90 000 ;
- 1980 : 100 000 ;
- 1991 : 130 000 ;
- 1997 : 150 000 ;
- 1999 : 160 000 ;
- 2000 : 170 000 ;
- 2008 : 181 116 ;
- 2009 : 193 454 ;
- 2010 : 208 614 ;
- 2011 : 220 036 ;
- 2012 : 236 417 ;
- 2013 : 255 458 ;
- 2014 : 265 455 ;
- 2015 : 284 377 ;
- 2016 : 302 869 ;
- 2017 : 307 952 ;
- 2018 : 314 692 ;
- 2019 : 316 751[18] ;
- 2020 : 305 914.
- 2021 :
- 2022 :

## Identité visuelle

Logotypes et mascotte.
Logo précédent.
Visuel de la FFA de 1998 à 2018.
Logo représentant la Fédération depuis 2018.
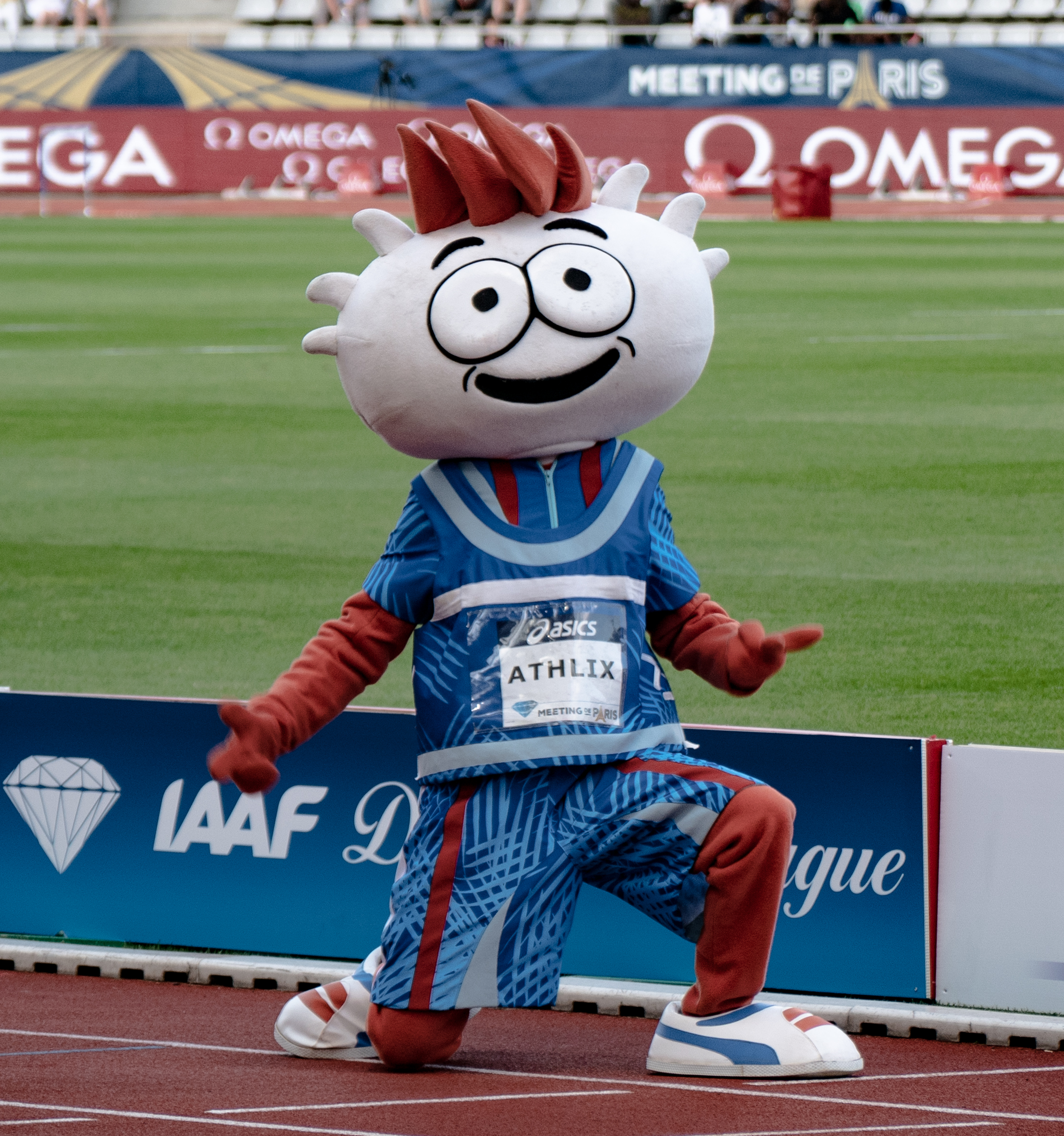
Athix, la mascotte de la FFA.

#### Records de France
- Plein air hommes
- Plein air femmes
- Hommes en salle
- Femmes en salle
- Chronologie des records de France